# Trithyreus
Trithyreus är ett släkte av spindeldjur. Trithyreus ingår i familjen Hubbardiidae.
Kladogram enligt Catalogue of Life:
| Trithyreus | \| \| Trithyreus grassii \| \| \| \| \| \| Trithyreus sijuensis \| \| \| \| |
|            | \| \| Trithyreus grassii \| \| \| \| \| \| Trithyreus sijuensis \| \| \| \| |
|            | Trithyreus grassii                                                          |
|            |                                                                             |
|            | Trithyreus sijuensis                                                        |
|            |                                                                             |